# Mazelle
Pour l’article ayant un titre homophone, voir Mazel.
Pour le chef d'orchestre, voir Lorin Maazel.
La Mazelle est un ruisseau français du département de la Haute-Vienne et de la région Nouvelle-Aquitaine.

## Géographie
D'une longueur de 12,9 kilomètres, elle prend sa source au lieu-dit Petit Népoulas, à 440 mètres d'altitude, sur la commune de Compreignac, au bord de l'autoroute A20, au pied des monts d'Ambazac. Elle passe très rapidement, vers le sud, dans la commune de Bonnac-la-Côte, et alimente le barrage de la Mazelle, situé à cheval sur les communes de Rilhac-Rancon et Limoges. Longeant le quartier de Beaune-les-Mines, elle rejoint à la limite de la commune du Palais-sur-Vienne le ruisseau de la Cane, grossie du Cussou, pour former le ruisseau du Palais qui se jette ensuite dans la Vienne.

## Pollution accidentelle
En mars 2025, un industriel déverse des produits chimiques dans un affluent direct de la Mazelle, causant une importante pollution causant la mort de tout organisme vivant sur plus de deux kilomètres de cours et dans une pisciculture en aval.